# Mima Jaušovec
Mima Jausovec, född 20 juli 1956, Maribor, Slovenien (i dåvarande Jugoslavien), är en högerhänt tidigare professionell tennisspelare från Slovenien.

## Tenniskarriären
Mima Jausovec blev 1975 professionell WTA-spelare på Virginia Slims Circuit och tävlingsspelade till 1988. Hon rankades bland världens 10 bästa kvinnliga spelare från 1976, och var samtidigt rankad som jugoslavisk etta. Som bäst rankades hon som världssjua (1977). Jausovec spelade in 933 926 US-dollar i prispengar. 
Jausovecs främsta merit är singeltiteln 1977 i Franska öppna. Hon finalbesegrade Florenta Mihai med siffrorna  6-2, 6-7, 6-1. Hon nådde finalen i mästerskapen också året därpå och mötte i finalen rumänskan Virginia Ruzici. Rumänskan vann klart med 6-2, 6-2. Fem år senare, 1983, nådde Jausovec åter final i Franska öppna. Hon mötte den gången amerikanskan Chris Evert som besegrade henne med siffrorna 6-1, 6-2.
Förutom meriterna i Franska öppna vann Jausovec också grusmästerskapen Italienska öppna i Rom (1976), en turnering som räknas till de främsta efter Grand Slam-turneringarna. I finalen besegrade hon den skickliga australiskan Lesley Hunt Hambeucher (6-1, 6-3).  
Jausovec vann tillsammans med Ruzici dubbeltiteln i Franska öppna 1978, genom finalseger över spelarparet Lesley Turner Bowrey/Gail Sherriff Lovera (5-7, 6-4, 8-6). Senare på sommaren nådde Jausovec/Ruzici dubbelfinalen i Wimbledonmästerskapen. Paret förlorade där mot Kerry Reid/Wendy Turnbull med siffrorna 4-6, 9-8, 6-3.
Mima Jausovec deltog i det jugoslaviska Fed Cup-laget 1973, 1975-76, 1978-81, 1984-84, 1988-1989. Hon spelade totalt 37 matcher av vilka hon vann 19, de sista två säsongerna enbart som dubbelspelare med olika partners. Laget hade endast måttliga framgångar under 70- och 80-talen, men Jausovec noterade singelsegrar över spelare som irländskan Jennifer Thornton, koreanskan Helen Park och italienskan Barbara Rossi.  

## Personen och spelaren
Grusspecialisten Jausovec vann som 18-åring juniortiteln i Wimbledonmästerskapen utan setförlust. Samma år var hon finalist i juniorsingeln i US Open i tennis.
Jausovec arbetar i dag som nationell huvudtränare för det slovenska kvinnliga tennislandslaget. 
Jausovec ställde utan framgång upp som kandidat för det liberala partiet vid Europaparlamentsvalet 2004.

## Grand Slam-titlar
- Franska öppna
  - Singel - 1977
  - Dubbel - 1978